# Peter Kürten

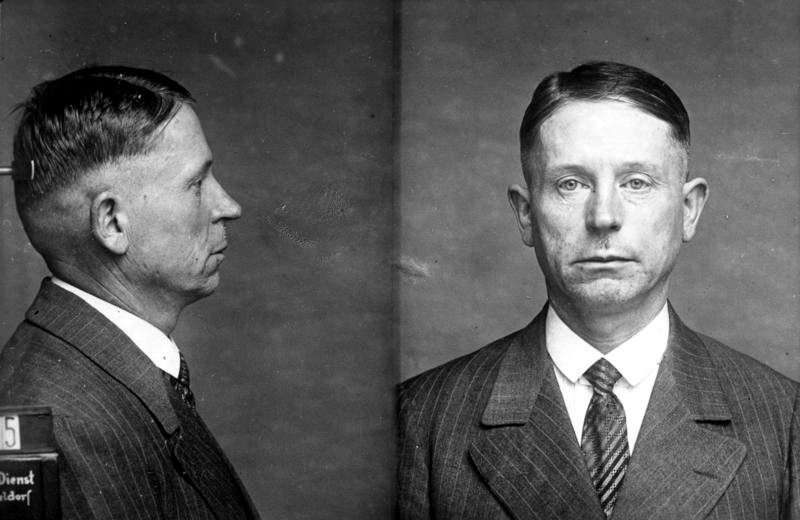
Peter Kürten (Polizeifoto von 1931)

Peter Kürten (* 26. Mai 1883 in Mülheim am Rhein, heute zu Köln; † 2. Juli 1931 in Köln-Altstadt-Nord), genannt „Der Vampir von Düsseldorf“, war ein deutscher Serienmörder. Die Brutalität seiner Morde und die Hysterie, die er im Rheinland damit auslöste, machten die Fahndung nach ihm zum meistbeachteten Kriminalfall in der Weimarer Republik und lösten auch internationales Interesse aus. Der Spitzname, den die Presse ihm damals gab, war auf einen Vorfall vom Dezember 1929 zurückzuführen, als Kürten im Düsseldorfer Hofgarten einem Schwan den Kopf abschlug. Dass er auch vom Blut seiner Opfer trank oder zu trinken versuchte, ist – wie die Polizei- und Gerichtsakten belegen – in einem Fall vorgekommen.
Das erste Täterprofil im deutschsprachigen Raum wurde von Kriminaldirektor Willy Gay für die Suche nach Peter Kürten erstellt und 1930 im Deutschen Kriminalpolizei-Blatt veröffentlicht.

## Leben

### Jugend und erste Delikte
Am 26. Mai 1883 wurde Kürten in Mülheim am Rhein geboren, einer damals boomenden Industriestadt bei Köln. Hier wuchs Kürten als drittältestes von zehn Geschwistern in bescheidenen Verhältnissen auf. Der Vater, ein Sandformer, war Alkoholiker, der Frau und Kinder schlug. Im Alter von fünf Jahren entdeckte Kürten in Begleitung eines Hundefängers beim Ertränken von zwei Welpen in einem Bach sein Vergnügen am Töten. In seiner Jugend verletzte er zahlreiche Tiere mit Messerstichen. Als der Vater wieder einmal die Mutter angegriffen hatte, riss Peter im Alter von acht Jahren aus. Drei Wochen hielt er sich auf der Straße mit kleineren Diebstählen über Wasser, bevor er von der Polizei gefunden und zurück zu den Eltern gebracht wurde. Eine anschließende Einweisung in eine Fürsorgeeinrichtung konnte die Mutter verhindern. Später schrieb er sich auch einige zurückliegende Todesfälle von Kindern und Jugendlichen am Mülheimer Rheinufer zu, wobei jedoch ungeklärt blieb, ob der zum fraglichen Zeitpunkt neun Jahre alte Kürten tatsächlich der Täter war.
1894 zog die Familie nach Düsseldorf. Peter besuchte bis 1897 die Volksschule in Gerresheim und begann danach eine Sandformerlehre in der Düsseldorfer Fabrik, in der auch sein Vater beschäftigt war. Körperliche Züchtigungen der Lehrlinge gehörten dort noch zur Tagesordnung. Der Vater wurde im selben Jahr zu einer Zuchthausstrafe von einem Jahr und drei Monaten verurteilt, weil er der ältesten Tochter sexualisierte Gewalt angetan hatte. Peter würgte in dem Jahr im Grafenberger Wald ein Mädchen, nachdem er in der Nähe, in einem Stall nahe der Hirschburg, ein Schwein abgestochen hatte. Wenig später unterschlug er 100 Mark Lohngeld, begab sich nach Koblenz und machte von dort mit einer Prostituierten eine Rheinreise. Zurück in Düsseldorf wurde er am 6. Juni 1899 wegen der Unterschlagung zu einer zweimonatigen Haftstrafe verurteilt, die er bis August 1899 absaß. Wegen Übernachtens im Freien hatte er darauf noch eine weitere zweitägige Haftstrafe abzusitzen.
Nach der Haftentlassung hielt er sich ohne feste Anstellung in Düsseldorf auf. Er war inzwischen 16 Jahre alt und lernte die wesentlich ältere Frau M. kennen, zu der und deren 16-jähriger Tochter er in eine Wohnung zog. Mit Frau M. kam es zu verschiedenen sexuellen Praktiken, bei denen er die Frau mit deren Einverständnis schlug und würgte. Nach Protesten von Hausbewohnern trennte sich das ungleiche Paar. Kürten ließ jedoch nicht von Frau M. ab und stieg durch ein Dachfenster in die Wohnung ein, um sie zu bedrohen und sie ihrer Schlüssel zu berauben. Dafür wurde er am 2. Januar 1900 zu zwölf Tagen Gefängnis verurteilt. Nachdem er nochmals in die Wohnung der Frau eingedrungen war und sie bedroht hatte, wurde er am 16. Februar 1900 zu weiteren sieben Tagen Haft verurteilt. Wegen Zechprellerei, Einbruchs und Diebstahls schlossen sich bis Oktober 1900 noch weitere drei Haftstrafen an. Anschließend lebte er kurzzeitig bei seiner Mutter, die sich inzwischen vom gewalttätigen Vater getrennt hatte, ging dann aber nach Rheydt, wo er mehrere Diebstähle beging, für die er im Gefängnis in Derendorf bis Januar 1903 eine zweijährige Haftstrafe verbüßte.
Im Frühjahr 1903 stand er in Kontakt mit seiner früheren Mitschülerin Elisabeth Brenner in Düsseldorf. Nachdem er von den Brenners der Wohnung verwiesen worden war, terrorisierte er die Familie, indem er über einen Zeitraum von mehreren Tagen Fenster mit Steinen und einem Beil einwarf und mehrere Schüsse auf Vater Brenner und die Wohnung abgab. Hierfür wurde er wenig später zu einer Haftstrafe von einem Jahr und drei Wochen verurteilt. Nach Ende der Haftzeit hielt er sich erst bei seiner Mutter auf, wurde dann aber bald wieder von Frau M. aufgenommen. Seinen Lebensunterhalt bestritt er mit Einbruchdiebstählen.
Im Herbst 1904 entwickelte Kürten eine große Leidenschaft für Brandstiftung, wobei er mit Zündschnüren und Streichholzschachteln Heuschober und Scheunen anzündete und anschließend die Löschbemühungen der Feuerwehr beobachtete. Zum Zeitpunkt der Brände fiel kein Verdacht auf ihn. Bei seiner Festnahme konnten ihm etwa 24 Brandstiftungen nachgewiesen werden, wobei die Dunkelziffer vermutlich weit höher liegt. Ebenfalls noch im Herbst 1904 wurde er zum Militärdienst beim Infanterie-Regiment Nr. 98 in Metz eingezogen, von wo er sich noch am ersten Tag absetzte, um sich wieder bei Frau M. zu verstecken. Nach seiner Ergreifung Silvester 1904 wurde er wegen Fahnenflucht, schweren Diebstahls in 34 Fällen und versuchten Diebstahls in weiteren 12 Fällen zu sieben Jahren Zuchthaus verurteilt. Diese Haftstrafe verbüßte er in Münster. Anschließend wohnte er wieder bei seiner Mutter, zeitweise auch in einem gemieteten Zimmer in Düsseldorf, und lebte weiter von Einbrüchen.
In rascher Folge schlossen sich weitere Delikte an. Ein Dienstmädchen, mit dem er eine Beziehung eingegangen war, trennte sich von ihm wegen Misshandlung. Nachdem er in einer Gaststätte eine Frau belästigt hatte, schoss er auf zu Hilfe eilende Gäste und einen Wachmann, wofür er abermals sechs Monate ins Gefängnis musste. Bei einem Einbruch am 18. Mai 1913 in Düsseldorf misshandelte er eine im Haus angetroffene 16-Jährige schwer, konnte aber unerkannt flüchten.

### Erster Mord und nachfolgende Delikte

Christine Klein

Am 25. Mai 1913 verübte er den ersten eindeutig ihm zuzuordnenden Mord. Sein Opfer war die neunjährige Christine Klein, die er spät abends beim Einbruch in die Wohnung eines Gastwirts in Mülheim schlafend vorfand. Er schnitt ihr die Kehle durch und konnte, ohne Wertsachen vorgefunden zu haben, unbemerkt wieder entkommen. Die während der Tat noch in der Gastwirtschaft im Erdgeschoss tätige Mutter des Opfers bemerkte die Tat wenige Minuten später, als sie zu Bett gehen wollte. Kürten kehrte am Tag nach der Tat in die Nähe des Tatorts zurück, wo er in einer Gastwirtschaft stundenlang den Unterhaltungen der aufgebrachten Gäste über das Geschehene lauschte. Fingerabdrücke wurden am Tatort nicht gefunden, aber Kürten hatte ein mit seinen Initialen gekennzeichnetes, blutbeflecktes Taschentuch zurückgelassen. Da der Hauseigentümer und Vater des Mädchens, Peter Klein, die gleichen Initialen hatte, wurde zunächst er verdächtigt. Nachdem Peter Klein seine Unschuld hatte nachweisen können, wurde sein Bruder Otto Klein – der Onkel des Opfers – verdächtigt. Er wurde durch einen Zeugen belastet, der einen Mann mit einem Anzug, wie Otto Klein einen besaß, aus dem Haus hatte kommen sehen. Außerdem gab es auch eine Erbschaftsstreitigkeit in der Familie Klein, die als Belastungsgrund diente. Es kam zu einer Verhandlung vor dem Schwurgericht, wo Otto Klein jedoch aus Mangel an Beweisen freigesprochen wurde. Er fiel 1915 in Russland, ohne dass bis dahin seine Unschuld erwiesen war. Peter Kürten jedoch wurde zu keinem Zeitpunkt der Tat verdächtigt.
Im Frühsommer 1913 hatte Kürten ein kurzes Verhältnis mit einer Hausangestellten. Beim zweiten nächtlichen Treffen im Grafenberger Wald schlug und würgte er sie. Da schon der Morgen anbrach und Passanten in der Nähe waren, ließ er von ihr ab. Bei einem nachfolgenden gemeinsamen Frühstück in einem Restaurant gelang der Frau die Flucht, sie erstattete aber keine Anzeige. Kurz darauf attackierte Kürten im Gerresheimer Park einen Mann mit einem Beil, entkam unerkannt und zündete noch auf der Flucht, ebenfalls unerkannt, einen mit Stroh beladenen Wagen an. In der darauffolgenden Woche schlug er erneut in Gerresheim und mit demselben Beil ein Mädchen nieder und steckte danach drei Heuschober in Brand. Wenig später attackierte er bei einem Einbruch in Düsseldorf ein weiteres Mädchen mit einem Beil, wurde dann aber von dessen Vater in die Flucht getrieben, die ihm abermals unerkannt gelang.
Am 14. Juli 1913 wurde er aufgrund weiterer Diebstähle verhaftet und zu sechs Jahren Haft verurteilt. Seine Haftzeit saß er in Brieg ab; sie verlängerte sich um knapp zwei Jahre, nachdem er sich an einer Gefängnismeuterei beteiligt hatte.
Ab 1921 lebte Kürten im thüringischen Altenburg, wo eine seiner verheirateten Schwestern wohnte. In Altenburg war er in einer Maschinenfabrik tätig, fiel aber auch durch verschiedene Tierquälereien auf. Ein gewaltsamer Übergriff auf ein Mädchen, das er in einen Straßengraben stieß, wurde nicht angezeigt. In Altenburg heiratete er 1923 Auguste Scharf. Sie war wegen Totschlags mit einer Schusswaffe vorbestraft, und Peter Kürten war stolz darauf, sich ausgerechnet sie als Frau auserwählt zu haben. 1925 zog er mit seiner Frau zurück nach Düsseldorf, wo sie zunächst unter verschiedenen Adressen wohnten, um dann in eine möblierte Wohnung am Schwanenmarkt zu ziehen. Schließlich wechselten sie in eine Dachwohnung des Hauses Mettmanner Straße 71, die sie bis zu Kürtens Verhaftung bewohnten. In Düsseldorf war Kürten bei Baufirmen und Maschinenfabriken beschäftigt. Seine Frau arbeitete anfangs in einer Fischbratküche, später dann in der Küche des Cafés Hemesath in der Graf-Adolf-Straße, wo sie häufig bis spät in die Nacht war.
Für die Nachbarn gab Kürten den liebenden Ehemann, der mit gepflegtem Äußeren seine Frau häufig zur Arbeit begleitete und sie auch wieder abholte. Niemand schöpfte Verdacht, dass Kürten ein gefährlicher Gewalttäter sein könnte oder es mit der ehelichen Treue nicht genau nahm und dabei häufig Vergewaltigungen beging. Seine Frau wusste von seiner Untreue, denn sie hatte einige Mädchen durch Gespräche davon abgehalten, Anzeige gegen Kürten zu erstatten. Im Sommer 1925 misshandelte er in kurzen Abständen drei Dienstmädchen in der Düsseldorfer Parkstraße. Das Vertrauen der Mädchen erschlich er sich mit gefälschten Papieren, in denen er sich zehn Jahre jünger gemacht und mit einem anderen Beruf versehen hatte. Eines der Mädchen zeigte ihn wegen Heiratsschwindelei an. Im Verlauf des Verfahrens wurden auch die beiden anderen Mädchen gehört, sodass auch die Gewalttätigkeiten ans Licht kamen. Zu einer Verurteilung wegen Vergewaltigung kam es dennoch nicht, Kürten musste jedoch eine mehrmonatige Haftstrafe wegen Urkundenfälschung absitzen.
1926 und 1927 beging Kürten eine Reihe weiterer Überfälle auf Frauen sowie Brandstiftungen, blieb jedoch immer unerkannt. In anderen Fällen wurde er aber wegen Bedrohung, Beleidigung und versuchter Nötigung zu Beginn des Jahres 1928 zu insgesamt acht Monaten Haft verurteilt, die er bis Oktober 1928 in Düsseldorf-Derendorf absaß.

### Mordserie von 1929
In der Zeit zwischen Februar und November 1929 beging Kürten acht Morde. Zwischen Februar 1929 und seiner Verhaftung im Mai 1930 beging er dazu mehr als 20 Überfälle, davon die meisten mit Mordabsicht.
Am 3. Februar 1929 überfiel er gegen 21 Uhr in der Düsseldorfer Berthastraße Apollonia Kühn und stach mit einer Schere mehrmals auf sie ein. Im Glauben, die Frau getötet zu haben, verbarg er sich in der Nähe. Nachdem die Frau schwerverletzt doch noch zu ihrer nahen Wohnung hatte gelangen können, kehrte er kurzzeitig zum verlassenen Tatort zurück. Wenige Tage später kehrte er nochmals zum Tatort zurück und verwickelte dort eine Frau Werner und ihre Tochter in ein Gespräch über die Tat. Die als Tatwerkzeug verwendete Schere, deren Spitze abgebrochen und im Kopf des Opfers steckengeblieben war, ließ er später nachschleifen. Bei dieser Gelegenheit erwarb er zusätzlich einen Dolch. Zu der Tat bekannte sich später der geisteskranke Arbeiter Johann Stausberg, sodass man den Fall als gelöst betrachtete. Erst nach der Verhaftung Kürtens konnte man diesem die Tat aufgrund seines Geständnisses und des Indizienbeweises mit der Scherenspitze nachweisen.

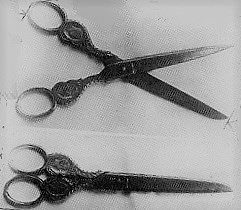
Kaiserschere

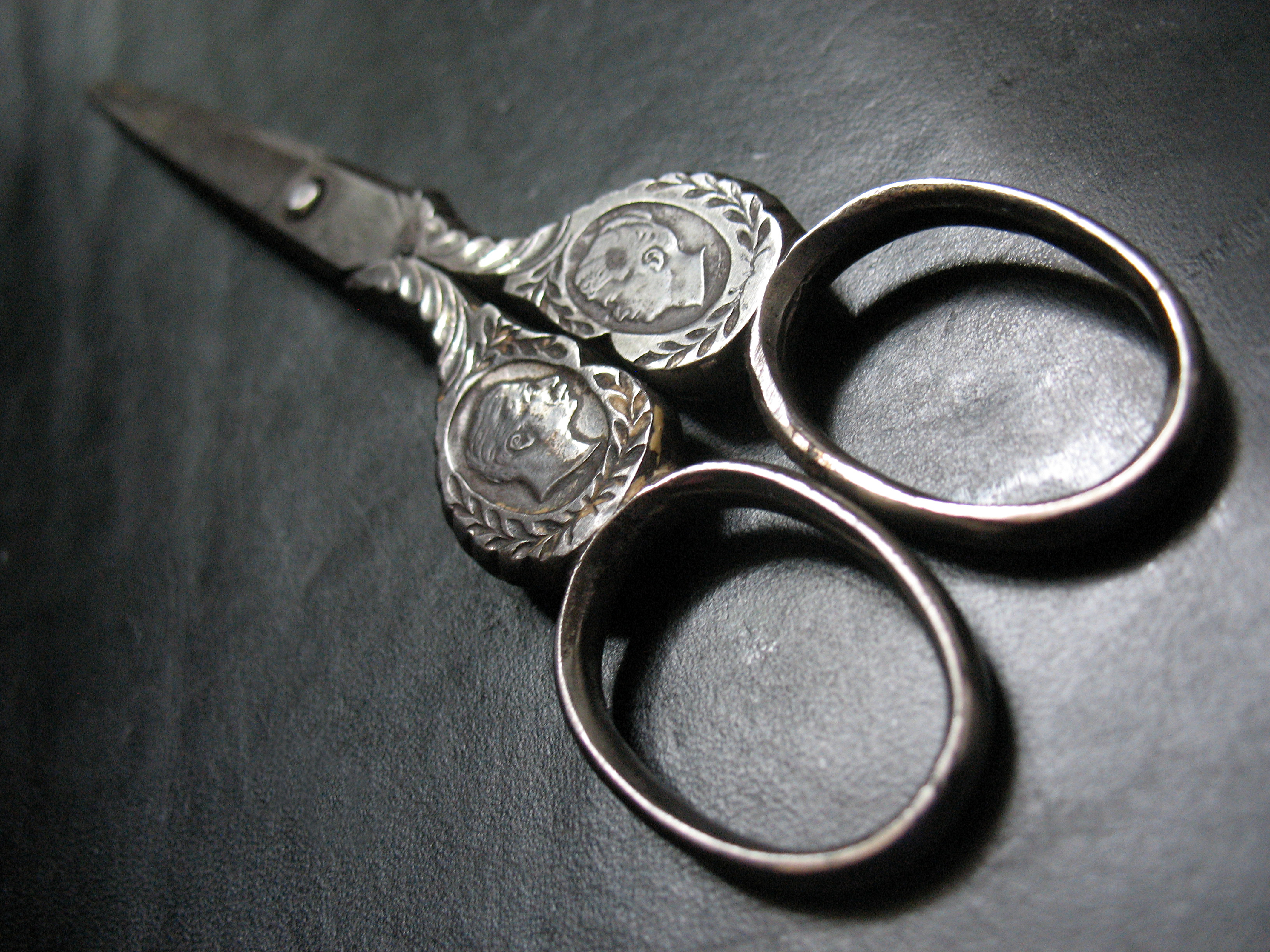
Erinnerungsschere – Hochzeit Kaiser Wilhelm II – 1881

Am 9. Februar 1929 begab er sich abends mit einer größeren Schere – einer sogenannten Kaiserschere mit eingeprägten Bildern des Kaiserpaares – von Flingern in Richtung Gerresheim. Auf der Behrensstraße traf er gegen 18 Uhr auf die 9-jährige Rosa Ohlinger, die sich verlaufen hatte. Er bot dem Kind an, es nach Hause zu bringen, und schlug dann auch die Richtung zu der von dem Kind genannten Adresse ein. Auf Höhe der Vinzenzkirche, nur wenige Schritte von Kürtens Wohnung entfernt, stach er mit der mitgeführten Schere mehrfach auf das Kind ein, bis es tot war. Der Tatort war aufgrund einer Baustelle relativ uneinsehbar und abends auch nicht ausgeleuchtet. Anschließend suchte er seine Wohnung auf, reinigte Tatwerkzeug und Kleidung und verließ die Wohnung wieder, um die Alhambra-Lichtspiele aufzusuchen, für die er eine Freikarte erhalten hatte. Nach der Kinovorführung kehrte er in seine Wohnung zurück, befüllte eine Bierflasche mit Petroleum und suchte erneut die Kinderleiche auf. Da sich Passanten in der Nähe befanden, konnte er die Leiche nicht in Brand stecken, sondern nur die Bierflasche am Tatort abstellen. Am frühen Morgen des nächsten Tages kehrte er nochmals zum Tatort zurück, wo die Leiche unentdeckt geblieben war. Er begoss die Leiche mit dem noch dort befindlichen Petroleum und steckte sie in Brand. Die Flasche warf er weg, sie wurde nie gefunden. Anschließend kehrte er in seine Wohnung zurück. Die Leiche wurde erst am frühen Morgen von Bauarbeitern entdeckt. Auch diesen Mord gab später der geisteskranke Stausberg zu. Kürten suchte den Tatort in der Folgezeit mehrmals wieder auf. Die Baustelle diente ihm in der Folgezeit auch immer wieder als Versteck für seine Mordwerkzeuge.
Nach dem Mord an Rosa Ohlinger durchstreifte Kürten täglich die Gegend des Mordversuchs an Apollonia Kühn. Er trug dieselbe Kleidung wie an den vorangegangenen Tagen und führte die Kaiserschere mit sich. Er fand jedoch zunächst kein Opfer an geeigneter Stelle. Auch am 12. Februar 1929 war er gerade dabei, nach Hause zurückzukehren, als er gegen Mitternacht auf dem Hellweg bei den Schrebergärten von Gerresheim auf den 54-jährigen Invaliden Rudolf Scheer stieß. Dieser kam angetrunken aus einer Wirtschaft und war auf dem Weg zu seinem Schrebergarten. Kürten stach ihn mit der Kaiserschere nieder und fügte dem Opfer, als dieses sich wehrte, zahlreiche weitere Stiche zu. Erfolglos versuchte er dabei auch, das austretende Blut mit dem Mund aufzunehmen. Danach stieß er den Schwerverletzten eine Böschung hinunter, wo er im Lauf der Nacht starb. Die Leiche wurde anderntags von derselben Frau Werner gefunden, mit der Kürten sich erst wenige Tage zuvor über den Mordversuch an Frau Kühn unterhalten hatte.
Im März 1929 machte Kürten die Bekanntschaft einer alleinerziehenden Mutter, der er sich als in Scheidung lebend vorstellte. Nach näherer Befragung gab er zu, über seine Lebensverhältnisse gelogen zu haben, und griff die Frau tätlich an.
Im Juli 1929 war Kürten regelmäßig im Zooviertel unterwegs, wo er mehrfach Frauen ansprach. Einmal begegnete er, als er sich schon ein Opfer ausgesucht hatte, seiner Frau, die ihn ironisch auf seine Begleiterin ansprach. Kürten, der seine Schere dabei hatte, ließ beide Frauen stehen und suchte das Weite. Ein anderes Mal überredete er eine Frau zum gemeinsamen Besuch der Kirmes in Heerdt. Auf dem Rückweg würgte er sie, aber sie konnte entkommen, bevor er mit der Schere nachsetzen konnte.

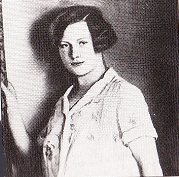
Maria Hahn

Am 8. August 1929 traf er am Hansaplatz auf die Hausangestellte Maria Hahn und verabredete sich mit ihr für den kommenden Sonntag zu einem Ausflug. An jenem Sonntag, dem 11. August 1929, trafen sie sich wieder am Hansaplatz und fuhren mit Straßenbahn und Zug bis ins Neandertal, wo sie den Tag mit einer längeren Wanderung verbrachten und auf ihrem Weg in mehrere Gaststätten einkehrten. Auf dem Rückweg nach Gerresheim lockte Kürten sein Opfer mit einer List auf ein abgeschiedenes Wiesenstück, wo er Maria Hahn nach anfänglichen Zärtlichkeiten erst würgte und danach mit der mitgeführten Kaiserschere erstach. Diesmal trank er das austretende Blut des Opfers, erbrach es aber bald wieder. Die Leiche legte er in einem Entwässerungsgraben ab und begab sich danach nach Hause. Seine verschmutzte und blutige Kleidung erweckte zwar das Misstrauen seiner Frau, aber Kürten hatte Ausreden parat. Dennoch fürchtete er, bei Bekanntwerden des Mordes mit diesem in Verbindung gebracht zu werden, sodass er am Abend nach der Tat an den Tatort zurückkehrte und sich zunächst vergewisserte, dass die Leiche sich noch an ihrem Ort befand. Danach ging er wieder zu seiner Wohnung, um eine Schaufel zu holen, mit der er in der Nacht erneut zum Tatort ging und in der Nähe ein Grab aushob, in dem er die Leiche versteckte. Seiner Frau war nicht entgangen, dass er nachts unterwegs war, aber er konnte sie erneut mit Ausreden besänftigen. In der folgenden Zeit kehrte er häufig zu der Grabstelle zurück – anfangs, um sie noch besser zu tarnen, und später, um sich in deren Nähe zu befriedigen.
Am 20. August 1929 begab sich Kürten nach der Arbeit zur Kirmes nach Lierenfeld. Er führte den kürzlich erworbenen Dolch mit sich und sprach den Abend über erfolglos mehrere Frauen an. Gegen 2 Uhr nachts folgte er zwei Mädchen auf ihrem Heimweg bis in die Gumbertstraße 3, wo eines der Mädchen wohnte. Nachdem dieses in der Wohnung angekommen war, folgte er dem anderen Mädchen, der 18-jährigen Anna Goldhausen, noch einige Meter und stach ihr den Dolch in den Oberkörper. Das Mädchen konnte jedoch entkommen, rief um Hilfe und klingelte bei seiner Freundin am Haus Nr. 3, wo man ihm rasch öffnete, sodass Kürten eilig die Flucht antrat. Gegen 2.15 Uhr bedrängte er eine allein nach Hause gehende Frau, die 31-jährige Olga Mantel, die ihm zunächst auswich, die er aber verfolgte und der er in der Erkrather Straße mehrere Stiche in den Rücken zufügte. Durch die Schreie der Frau alarmiert, kam ein Pförtner des Werks herbeigeeilt, der den Täter zwar noch verfolgte, ihn aber rasch aus den Augen verlor. Auf seiner Flucht attackierte Kürten in der Nähe des Kirmesplatzes einen weiteren Mann, den 30-jährigen Heinrich Kornblum, mit einem Dolchstoß in den Rücken. Kornblum konnte fliehen und erreichte den Kirmesplatz, wo er verbunden wurde. Kürten versteckte den Dolch nahe der Erkrather Straße und trieb sich noch eine Weile beim Kirmesplatz herum, um sich an der aufgeregten Stimmung zu ergötzen. Dann kehrte er zur Erkrather Straße zurück und beobachtete inmitten einer Menge Schaulustiger den Abtransport der schwerverletzten Frau Mantel. Dort begegnete er nochmals dem Pförtner, der ihn zu erkennen glaubte und ihn fragte, woher er komme. Kürten konnte ihn mit einer Ausrede täuschen, holte danach den Dolch aus dem Versteck und begab sich nach Hause. Die beiden schwerverletzten Frauen konnten den Täter beschreiben, aber die Beschreibung führte nicht zur Entdeckung Kürtens. Der leichtverletzte Kornblum war von hinten attackiert worden und hatte den Täter nicht gesehen.
Am 24. August 1929 begab sich Kürten mit dem Dolch erneut auf Suche nach Opfern. Zunächst hielt er am Hauptbahnhof erfolglos Ausschau nach Mädchen. Dann fuhr er mit der Straßenbahn nach Flehe, wo ein Schützenfest stattfand. Auf der Aachener Straße sprach er vergeblich eine Frau an und schaute sich dann auf dem Schützenfest das Feuerwerk an. Danach folgte er der 13-jährigen Luise Lenzen und der 5-jährigen Gertrud Hamacher, die das Schützenfest über einen Feldweg verließen. Er sprach die Mädchen an und beauftragte die Ältere damit, Zigaretten für ihn zu holen. Als sie außer Sichtweite war, würgte er die bei ihm verbliebene 5-Jährige bis zur Bewusstlosigkeit, trug sie in einen Bohnenacker und schnitt ihr dort die Kehle durch. Dann lief er dem zurückkehrenden älteren Mädchen entgegen, das er ebenfalls würgte und in ein Porreefeld schleppte, wo er ihm auch den Dolch an die Kehle setzte. Das Mädchen wehrte sich und konnte zunächst noch entkommen, doch Kürten hatte es im Feld bald eingeholt und stach es mit mehreren Dolchstichen nieder. Er ließ die Leichen der Kinder liegen und begab sich nach Hause. Die Leichen wurden am nächsten Morgen aufgefunden.
Am Vormittag nach der Tat begab sich Kürten zurück in die Nähe des Tatorts und ergötzte sich an der Aufregung, die um die Fundstelle der Leichen herrschte. Anschließend fuhr er nach Oberkassel, wo er an der Straßenbahnhaltestelle am Luegplatz die 26-jährige Hausangestellte Gertrud Schulte ansprach, sich unter falschem Namen als örtlicher Postbeamter ausgab und sich das Vertrauen der Frau erschlich. Er überredete sie zum gemeinsamen Besuch der Kirmes in Neuß, wo sie sich nicht allzu lange aufhielten. Auf dem Rückweg mit der Straßenbahn nach Oberkassel drang er darauf, das letzte Stück zu Fuß zu gehen. Die beiden stiegen am Heerdter Rathaus aus, aber statt des kürzesten Weges wählte Kürten einen Weg zum Rheinbogen bei Lörick. Die ortsunkundige Schulte folgte ihm gutgläubig auf die Rheinwiesen, wo Kürten die Frau sexuell bedrängte. Als sie sich wehrte, stach er mit dem Dolch auf sie ein. Bei einem besonders wuchtigen Stich in den Rücken brach die Spitze des Dolchs ab und blieb im Wirbelknochen des Opfers stecken. Die Hilfeschreie der Frau hatten einige in der Nähe befindliche Jugendliche alarmiert. Als diese sich näherten, entfernte sich Kürten vom Tatort und warf den abgebrochenen Dolch fort. In der Leostraße durchsuchte er die mitgeführte Handtasche der Frau, behielt eine Armbanduhr und warf die Tasche und den restlichen Inhalt weg. Am Lueg-Platz wartete er die Vorbeifahrt des alarmierten Überfallkommandos ab und begab sich danach nach Hause. Das Opfer überlebte die Tat schwerverletzt.
Am 31. August 1929 sprach Kürten die Hausangestellte Karoline Herstrass abends beim Hauptbahnhof an und erreichte mit einer List, dass sie die letzte Straßenbahn nach Neuß verpasste. Er bot an, ihr ein Zimmer zu besorgen, und führte sie zum Ufer der Düssel beim Ostpark, wo er sich auf sie stürzte. Während die Frau angab, Kürten habe sie in die Düssel gestoßen, stellte sich bei Vernehmungen der Polizei heraus, dass sie aus eigenem Antrieb gesprungen war und sich auch die Würgemale am Hals selbst beigebracht hatte. Der Fall blieb ungeklärt.
In dieser Zeit besuchte Kürten noch regelmäßig die Grabstelle von Maria Hahn. Im Lauf des Septembers 1929 verlor er daran jedoch das Interesse. Viel interessanter schien ihm die Aufregung zu sein, die bei der Entdeckung von Hahns Leiche herrschen würde. Er fertigte daher Ende September 1929 eine kommentierte Skizze der Grabstelle an und warf diese in den Briefkasten des Verlagshauses des Düsseldorfer Stadtanzeigers. Über den Verbleib dieser Skizze ist nichts bekannt, die Zeitung berichtete auch nicht darüber.
Am 26. September 1929 griff er in Gerresheim die Hausangestellte Maria Radusch an und würgte sie, die Frau entkam ihm jedoch.
Am 29. September 1929 begab Kürten sich mit einem Hammer zum Düsseldorfer Hauptbahnhof. Dort sprach er die 31-jährige unverheiratete Hausangestellte Ida Reuter an. Gemeinsam liefen sie über die Rheinbrücke nach Oberkassel und von dort zum Rheindamm, in die Nähe der Stelle, wo Kürten einen Monat zuvor den Überfall auf Gertrud Schulte verübt hatte. Als die Dämmerung einbrach, bestand Reuter darauf, umzudrehen. Kürten willigte ein, aber schon nach einem kurzen Wegstück des Rückwegs versetzte er der Frau unvermittelt mit dem Hammer einen Schlag auf die Schläfe. Er schleppte die Bewusstlose vom Rheindamm in die weniger einsehbaren Rheinwiesen hinunter, wo er sie nach Einbruch der Dunkelheit mit weiteren Hammerschlägen tötete. Er zog der Toten die Hose aus und nahm anschließend denselben Rückweg wie nach dem Mordversuch an Schulte. Wieder blieb er in der Leostraße stehen, um das mitgenommene Köfferchen des Opfers zu durchsuchen. Diesmal behielt er einen Ring, den Rest warf er weg. Danach kehrte er zu der Leiche zurück und begann, sie an den Füßen zum Rhein zu schleifen, um sie im Fluss zu versenken. Als sich ein Mann mit Hund näherte, ließ er von seinem Vorhaben ab und ging nach Hause. Der Mann, ein Polizeibeamter auf Streife, hatte keine Notiz genommen. Reuters Leiche wurde früh am nächsten Morgen aufgefunden. Im Lauf des Vormittags kehrte Kürten in die Nähe des Tatorts zurück und beobachtete die dort tätigen Polizeibeamten bei ihrer Arbeit.

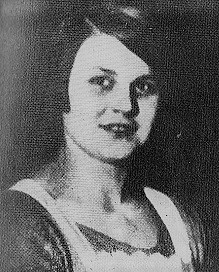
Elisabeth Dörrier

Am Abend des 11. Oktobers 1929 begab sich Kürten mit seinem Hammer in die Düsseldorfer Innenstadt und hielt zwischen den Lichtspielhäusern auf der Graf-Adolf-Straße Ausschau nach Opfern unter den Kinobesuchern. Dort traf er auf die 22-jährige arbeits- und wohnungssuchende Elisabeth Dörrier, mit der er erst eine Brauerei in der Oststraße aufsuchte, bevor sie einwilligte, mit in seine Wohnung zu kommen. Aber statt zu seiner Wohnung führte er sie zu einem Wiesenweg am Düsselufer, wo er sie mit einem Hammerschlag auf die Schläfe niederschlug. Er schleppte sie hinter einen Busch, wo er sie vergewaltigte und sie mit weiteren Hammerschlägen verletzte. In der Annahme, sie sei tot, ließ er die Bewusstlose liegen und warf auf dem Rückweg ihren Mantel, ihren Hut und ihre Tasche weg. Das Opfer wurde am folgenden Morgen aufgefunden und ins Krankenhaus gebracht, verstarb dort aber nach 36 Stunden, ohne nochmals das Bewusstsein erlangt zu haben.
Zwei Tage nach der Tat kehrte er an den Tatort zurück und traf dort auf einen Beamten mit Spürhund, dem er Hinweise auf die in der Nähe befindlichen Kleider und Handtasche der Toten gab. Der Beamte schöpfte jedoch keinen Verdacht. Am selben Tag fertigte Kürten erneut eine Skizze der Grabstelle von Maria Hahn an und adressierte sie diesmal an die Polizeiverwaltung Düsseldorf. Die Skizze ging dort am Folgetag ein, war aber zu ungenau, sodass die Polizei zunächst keine Leiche fand.
Am 25. Oktober 1929 begab sich Kürten mit seinem Hammer am frühen Abend nach Flingern. Dort sprach er erst vergeblich einige kleine Mädchen an, bevor er im Hellweg auf die 34-jährige Hubertine Meurer traf. Sie kamen ins Gespräch und gingen gemeinsam den Hellweg entlang. Dort unterhielten sie sich auch über den Mordfall Scheer, der sich einige Monate zuvor ganz in der Nähe zugetragen hatte. Als Meurer misstrauisch wurde, schlug Kürten sie mit einem Hammerschlag auf die Schläfe nieder. Er versetzte der am Boden liegenden und um Hilfe schreienden Frau noch weitere Hammerschläge auf den Kopf, ließ dann aber von seinem Opfer ab, nahm dessen Aktentasche und verließ den Tatort. Am Ostpark warf er die Tasche des Opfers, die nur Kleidung enthielt, weg. An der Grafenberger Allee bestieg er die Straßenbahn bis zum Worringer Platz. Von dort lief er vorbei am Hauptbahnhof zum Hofgarten, wo sich nach Mitternacht nur noch wenige Menschen aufhielten. Nachdem er einige Zeit im Hofgarten unterwegs gewesen war, ging er am Wasser entlang zur Stadt zurück. Auf halbem Weg sprach ihn die Prostituierte Klara Wanders an. Kürten gab sich interessiert, und beide gingen wieder zum Hofgarten zurück, wo Kürten die Prostituierte beim Ananasberg mit mehreren Hammerschlägen attackierte. Beim letzten Schlag, der das Opfer bewusstlos zurückließ, brach der Hammerstiel, und der obere Teil mit dem Hammerkopf flog ins Gebüsch. Kürten ließ das Opfer liegen und entfernte sich in Richtung der Hofgartenstraße. Von dort konnte er erkennen, dass das Opfer, wieder zu sich gekommen, laut um Hilfe rufend losgelaufen war und beim Ratinger Tor von mehreren anderen Frauen umringt wurde. Er lief einen Bogen über die Jägerhof-Allee zurück zur Landskrone, entledigte sich dort des abgebrochenen Hammerstiels und kehrte zum Tatort zurück, wo er erfolglos nach dem Hammerkopf suchte.
Am 7. November 1929 griff Kürten wieder zur Kaiserschere, als er sich in Flingern auf die Suche nach einem neuen Opfer machte. Bei der Flingerner Kirche traf er auf die 5-jährige Gertrud Albermann, die vor dem Haus ihrer Tante spielte. Er überredete das Kind, mit ihm zu gehen. Kürten erregte auch kein Aufsehen, als die kleine Gertrud einer bekannten Familie beim Passieren von deren Wohnhaus zuwinkte. Zwei Monteure, denen der Mann mit dem Kind verdächtig erschien, mutmaßten, ob es sich um den gesuchten Mörder handeln könne, aber Gertruds fröhliche Art ließ sie glauben, dass es doch ein Vater mit seiner Tochter sei. Kürten führte das Kind durch die Schrebergärten zu einem Kleingartengelände bei der Fabrik Haniel & Lueg und würgte es dort bis zur Bewusstlosigkeit. Danach versetzte er ihr mit der Schere mehrere Stiche in die Schläfe und versuchte, das austretende Blut zu trinken. Anschließend vergewaltigte er das Kind und stach wahllos auf es ein, bis es tot war. Er legte die Leiche in einem Gebüsch ab und begab sich nach Hause.
Am Folgetag fertigte er eine dritte Skizze der Grabstelle von Maria Hahn an und adressierte diese an die Düsseldorfer Zeitung Die Freiheit, die die Polizei davon in Kenntnis setzte. Diese neuerliche Skizze enthielt auch einen Hinweis auf die Stelle, an der er Gertrud Albermanns Leiche abgelegt hatte. Da dieser Brief nur wenige Stunden nach dem tatsächlichen Auffinden der Leiche in die Hände der Polizei geriet, konnte die davon ausgehen, dass nur sie und der Mörder von dem Verbrechen wussten. Suchgrabungen am 12. November 1929 brachten zunächst kein Ergebnis. Nachdem ein Landwirt sich aber erinnert hatte, im vergangenen August bei Erntearbeiten eine Damenhandtasche und einen Schlüsselbund in der Nähe gefunden zu haben, wurde schließlich am 15. November 1929 Maria Hahns Leiche geborgen.

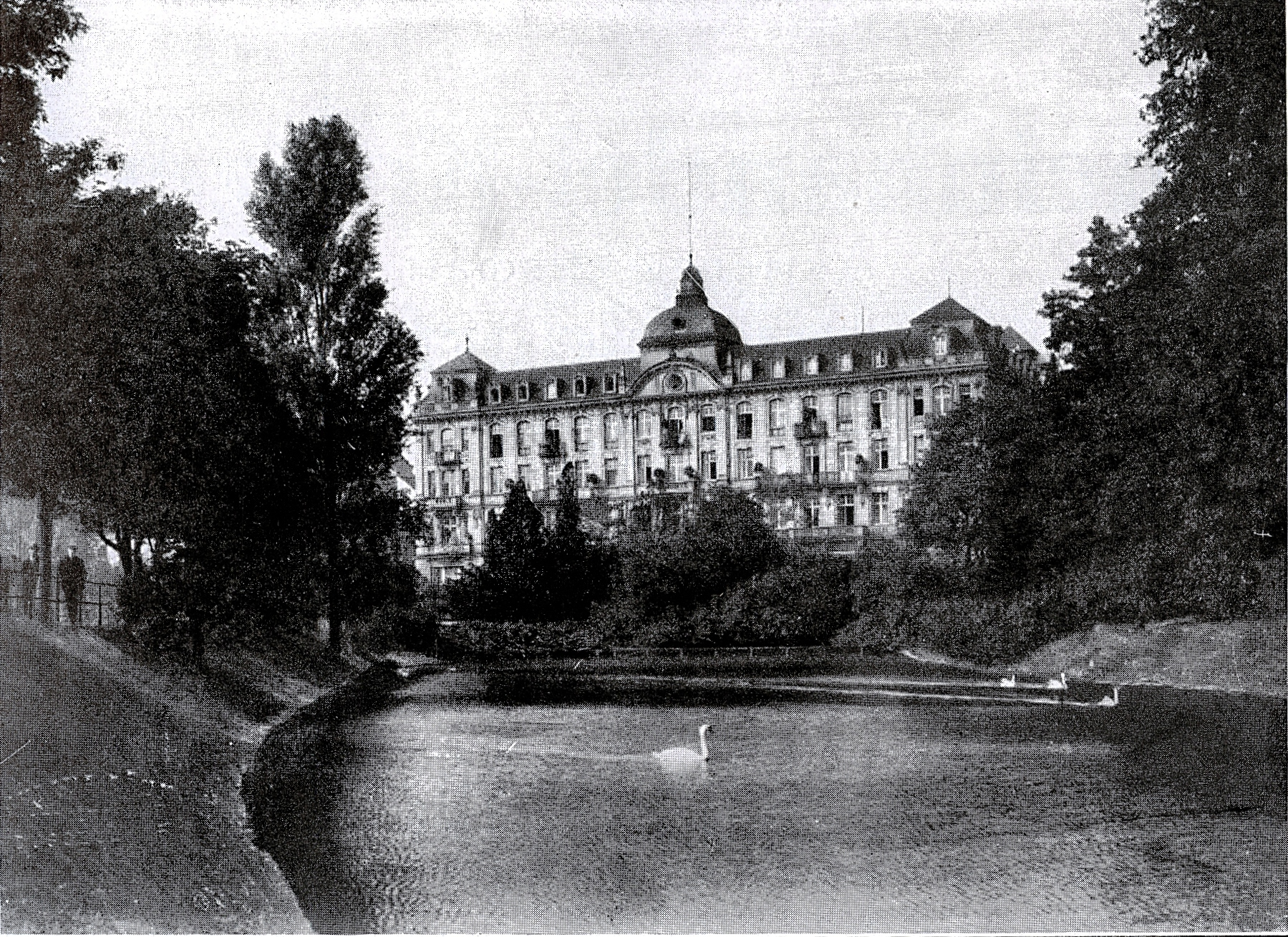
Hofgarten am Düsseldorfer Parkhotel: Hier verging sich der „Vampir von Düsseldorf“ an einem Schwan.

Am 7. Dezember 1929 tötete Kürten bei Nacht im Hofgarten einen Schwan, indem er ihm den Hals durchschnitt. Danach trank er das Blut des Tieres.
Am 23. Februar 1930 lernte Kürten eine junge Hausangestellte kennen, mit der er zunächst eine Wirtschaft und dann den Grafenberger Wald aufsuchte, wo es zu sexuellen Handlungen kam, bei denen er die Frau würgte. Von der Frau darauf angesprochen, bezeichnete er das Würgen als Liebesbeweis. Eine Woche später traf sich Kürten in seiner eigenen Wohnung erneut mit dieser Frau, die beiden wurden dann aber von Kürtens früher heimkehrender Gattin überrascht.
Im März 1930 lockte er die Büglerin Marianne del Santo unter einem Vorwand in den Grafenberger Wald, wo er sie zu würgen begann. Die Frau konnte fliehen. Einige Tage später stieß er im Grafenberger Wald die Hausangestellte Irma Becker nach einem ähnlichen Vorfall den Abhang in die Wolfsschlucht hinab.
Am 13. April 1930 lernte er die Hausangestellte Gertrud Hau kennen, mit der er nach einem Cafébesuch nachts den Hofgarten aufsuchte, wo er sie belästigte. Es kam zu einer handgreiflichen Auseinandersetzung und der Frau gelang die Flucht.
Am 30. April 1930 begab er sich mit der Hausangestellten Charlotte Ulrich in den Grafenberger Wald, wo er sie mit einem Hammerschlag auf die Schläfe und weiteren Schlägen gegen den Kopf niederstreckte. Er hielt die Frau zunächst für tot und entfernte sich, kehrte aber wenige Minuten später zum Tatort zurück, um sich zu vergewissern. Die Frau hatte jedoch das Bewusstsein wiedererlangt und war geflohen.
Ebenfalls im April machte er die Bekanntschaft der jungen Witwe Körtzinger, der er sich als heiratswilliger Junggeselle vorstellte. Er besuchte die Witwe mehrmals in deren Wohnung mit dem Vorsatz, bei günstiger Gelegenheit die Witwe und ihre Kinder mit einem Hammer oder einer Schere zu ermorden. Allerdings hatte die Witwe häufig Besuch von Verwandten, sodass Kürten vor seiner Verhaftung nicht mehr zur Tat schreiten konnte.
Am 14. Mai 1930 trieb sich Kürten beim Düsseldorfer Hauptbahnhof herum. Er folgte der jungen Hausangestellten Maria Butlies, die mit einem aufdringlichen Mann auf dem Weg zum Volksgarten war. Kürten sprach das Paar an und konnte erwirken, dass der Mann von Butlies abließ. Er nahm das Mädchen dann mit in seine Wohnung, wo er ebenfalls aufdringlich wurde. Nach Protesten der Frau bot Kürten an, sie zu einem Mädchenwohnheim im Grafenberger Wald zu bringen. Im Wald angekommen, würgte er die Frau, ließ dann aber von ihr ab und brachte sie in die Nähe einer Straßenbahnhaltestelle. Maria Butlies beschrieb den Vorfall kurz darauf in einem Brief an ihre Freundin Brückner in Düsseldorf. Der Zufall wollte es, dass der Brief aber irrtümlich an eine Familie Brügmann in derselben Straße zugestellt wurde, die ihn der Polizei übergab.

### Ermittlungen und Verhaftung

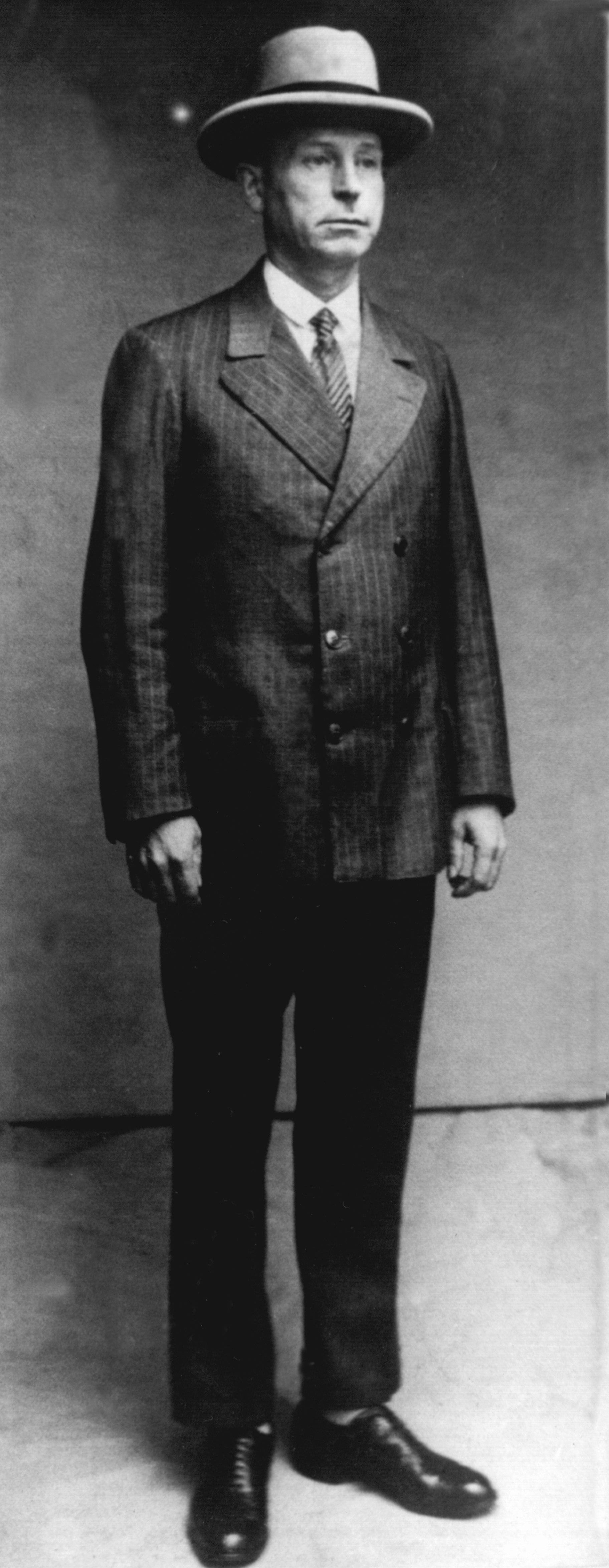
Peter Kürten legte Wert auf ein gepflegtes Äußeres.

Die Ermittlungen zu den von Kürten begangenen Mordfällen blieben lange Zeit erfolglos. Der damalige Oberstaatsanwalt Otto Steiner sprach Kürten satanisches Glück zu. Sein gepflegtes Erscheinungsbild und seine freundliche Art ließen ihn, gerade wenn er in aller Öffentlichkeit zu den Tatorten zurückkehrte, sich unter die Schaulustigen mischte und mitunter sogar Kontakt zu den ermittelnden Beamten aufnahm, nicht verdächtig wirken. Diese Eigenschaften hatten gleichzeitig auch bewirkt, dass seine Opfer keinen Verdacht schöpften und dass er auch nach Bekanntwerden der ersten Taten das Vertrauen immer neuer Opfer gewinnen konnte.
Viele Umstände der Ermittlungen sind rückblickend rätselhaft, so z. B. der Umstand, dass man den vielfach polizeibekannten Kürten nicht verdächtigte, als nur wenige Schritte von seiner Wohnung entfernt die neunjährige Rosa Ohliger ermordet wurde. Die Öffentlichkeitsarbeit der Polizei in den Medien steckte außerdem noch in den Kinderschuhen, so wurden weder die aufgefundenen Beweisstücke (Scherenspitze und Dolchspitze) noch Täterbeschreibungen der überlebenden Opfer in der Öffentlichkeit kommuniziert. Ob die Täterbeschreibungen aber je zu Kürten geführt hätten, bleibt fraglich, da alle Zeugen den Täter zwischen 11 und 24 Jahre jünger schätzten, als er tatsächlich war. Frau Kürten gab später zu Protokoll, dass ihr Mann sich schminkte, um jünger zu erscheinen. Keinem der Opfer war aber Schminke aufgefallen.
Die Überfall- und Mordserie wurde auch lange nicht als zusammengehörig erkannt. Die Gründe liegen zum Teil darin, dass der geisteskranke Johann Stausberg sich wahllos zur Täterschaft bei verschiedenen Morden in Düsseldorf bekannte; neben drei eindeutig von Kürten begangenen Taten auch für zwei weitere Morde nach anderem Tatmuster, sodass man einen Teil der Taten zeitweilig schon als aufgeklärt betrachtete. Schließlich gaben auch die unterschiedlichen Tatwerkzeuge (Hammer, Schere, Dolch) sowie die nicht immer vorhandene sexuelle Komponente der Taten Anlass zum Glauben an unterschiedliche Täter. Außerdem sah die Polizei in den Überfällen auf Hubertine Meurer und Klara Wanders am 25. Oktober 1929 nochmals einen anderen Täter als bei den vorangegangenen Delikten, da man den Überfall auf die Prostituierte Klara Wanders für eine Tat aus Konkurrenzneid im Rotlichtmilieu hielt.
Aus der Bevölkerung gingen rund 12.000 Hinweise auf mögliche Täter ein. Mindestens drei Hinweise gab es auch auf Kürten. Im Lauf des Novembers 1929 meldete sich beispielsweise ein früherer Mithäftling Kürtens bei der Polizei und gab an, dass sich dieser in der gemeinsamen Haftzeit mit ähnlichen Taten gebrüstet habe. Die Polizei ließ daraufhin Fotos von Kürten anfertigen, um sie dem überlebenden Opfer Schulte vorzulegen. Frau Schulte erkannte den Täter auf den Fotos aber nicht. Die Polizei befragte auch einige Nachbarn Kürtens über dessen Lebenswandel, aber die kannten ihn nur als den freundlichen, stets gut gekleideten Nachbarn.
In Düsseldorf breitete sich angesichts der Erfolglosigkeit der Ermittlungen eine beispiellose Hysterie aus. Unter dem Druck der Medien und der Öffentlichkeit richtete das Innenministerium eine Sondermordkommission ein und ließ Polizeikräfte aus Berlin nach Düsseldorf verlegen. Unter ihnen war auch Kriminalrat Ernst Gennat, der seine Erfahrungen später in dem Aufsatz Die Düsseldorfer Sexualverbrechen festhielt. Hierbei prägte er als erster den Begriff Serienmörder. Auch im Ausland sorgte die Mordserie für Aufsehen. So bot der britische Krimiautor Edgar Wallace der Düsseldorfer Kriminalpolizei seine Hilfe an.
Die Wende in den Ermittlungen kam erst durch den falsch zugestellten Brief Maria Butlies’, in dem sie von ihrer Begegnung mit dem Täter berichtete. Die Polizei suchte mit Butlies nach dem Haus, in dem sie sich mit dem Täter aufgehalten hatte. Nach langer Suche meinte Butlies am Vormittag des 21. Mai 1930, das Haus in der Mettmanner Straße 71 zu erkennen. Nachdem Butlies mit einem Polizeibeamten im Treppenhaus des Hauses gewesen war, war sie sich aber nicht mehr sicher, ob es das richtige Haus sei. Über Mittag kehrte sie allein in den Flur des Hauses zurück, wo sie einer Nachbarin von den erlebten Vorfällen berichtete. Dabei sah sie auch Kürten, erkannte ihn aber nicht. Die Nachbarin schrieb Kürtens Namen auf einen Zettel, den Butlies nachmittags der Polizei übergab. Sie war sich nun sicher, das richtige Haus erkannt zu haben, aber sie habe in dem genannten Kürten nicht den Täter erkannt.
Allerdings hatte Kürten, der seit dem 16. April arbeitslos war, Butlies erkannt und inzwischen die Wohnung verlassen. Er hob 140 Mark vom Sparbuch seiner Frau ab und traf sich abends mit dieser in einem Café, wo er ihr eröffnete, dass er wieder einmal etwas mit einem Mädchen gehabt habe, dieses ihm nun auf der Spur sei und er deswegen ausziehen und die Wohnung nicht mehr betreten werde. Es kam zu einer Szene, und Kürtens Frau ging allein nach Hause, während ihr Mann die Nacht auf der Straße verbrachte. Am anderen Tag kehrte er morgens doch in die Mettmanner Straße zurück, holte einige Kleidungsstücke und mietete dann ein Zimmer in der Adlerstraße 53, wo er den Tag über schlief. Abends holte er seine Frau von der Arbeit ab, und es kam zu einer neuerlichen Auseinandersetzung.
Am folgenden Tag, dem 23. Mai 1930, erschien die Polizei aufgrund der Angaben der Butlies morgens in der Mettmanner Straße 71, wo jedoch niemand anzutreffen war. Danach wandten sich die Beamten an Kürtens Frau an deren Arbeitsstelle im Café Hemesath und kehrten mit ihr zu der Wohnung zurück. Sie unterrichteten sie über den Überfall auf Butlies und erfuhren, dass Peter Kürten arbeitslos und ausgezogen sei, aber noch am selben Tag seine Unterstützung beim Arbeitsamt abholen wolle. Die Beamten ließen eine Vorladung für Kürten zurück und begaben sich daraufhin zum Arbeitsamt, wo sie den Vormittag über erfolglos auf ihn warteten.
Auch diese Ermittlungen der Polizei waren unglücklich verlaufen und wurden später von Regierungs- und Kriminaldirektor Willy Gay scharf kritisiert. Man hätte Butlies nicht auf eigene Faust in das Haus zurückkehren lassen dürfen, auch wenn sich dadurch letztlich die entscheidenden Hinweise auf Kürten ergeben hätten. Gay kritisiert auch, dass die Polizei zunächst nur eine Vorladung für Kürten hinterließ, obwohl er schon länger zum Kreis der Verdächtigen zählte. Die Vorladung sei für Kürten förmlich eine Aufforderung zur Flucht gewesen.
Kürten war inzwischen in die Mettmanner Straße 71 zurückgekehrt und hatte von seiner Frau die Vorladung erhalten. Mit den Tatvorwürfen zum Überfall auf Butlies konfrontiert, gestand er seiner Frau die Tat: „Ja, ja, ich habe alles gemacht!“ Darauf verließ Kürten wieder die Wohnung. Gegen Mittag traf er sich mit seiner Frau an der im Volksmund so genannten Seufzer-Allee, suchte mit ihr eine Wirtschaft zum Mittagessen auf und begab sich mit ihr anschließend zu den Rheinwiesen, wo er ihr ein rund zwei Stunden dauerndes umfassendes Geständnis aller Taten ablegte. Den Vorschlag seiner erschütterten Frau, – notfalls gemeinsam – Suizid zu begehen, lehnte er ab. Stattdessen wollte er Düsseldorf verlassen und untertauchen. Er verabredete sich mit seiner Frau auf ein letztes Treffen am kommenden Nachmittag bei der Rochuskirche.
Inzwischen hatte man auch der im August 1929 überfallenen Gertrud Schulte weitere Aufnahmen Kürtens vorgelegt, auf denen sie nun den Täter erkannte. Da Kürten somit schon für zwei Taten in Frage kam, intensivierte die Polizei die Fahndung nach ihm und besetzte die Wohnung in der Mettmanner Straße 71, wo sie die von den Rheinwiesen zurückkehrende Gattin Kürtens verhaftete. Bei ihrer Vernehmung gab sie der Polizei zunächst Kürtens Versteck in der Adlerstraße 53 an, wo er sich aber nicht aufhielt. Wegen Verdunklungsgefahr in Schutzhaft genommen, berichtete sie – nachdem sie psychisch zusammengebrochen war – von dem geplanten Treffen an der Rochuskirche.
Am folgenden Tag, dem 24. Mai 1930, wurde Kürten bei dem geplanten Treffen am Rochusmarkt verhaftet. Er leistete keinen Widerstand. Zwei überlebende Opfer, Gertrud Schulte und Maria Butlies, identifizierten ihn in einer Gegenüberstellung, woraufhin Kürten noch am selben Tag ein umfassendes Geständnis ablegte. Zusätzlich zu den eindeutig ihm zuzuordnenden Taten bezichtigte er sich in seinem Geständnis dreier weiterer Morde und vierer Mordversuche in der Gegend von Altenburg, was sich später als falsch herausstellte.
Auguste Kürten quälte der „Verrat“ an ihrem Mann sehr. Zeitweise war sie deshalb in der Nervenheilanstalt „Grafenberg“ untergebracht. Sie nahm einen falschen Namen an, betrieb die Scheidung und siedelte nach dem Prozess gegen ihren ehemaligen Mann nach Leipzig um.

### Voruntersuchung, Prozess und Hinrichtung
Im Verlauf der Voruntersuchung zog Kürten im Juni 1930 sein Geständnis zurück und bestritt alle Taten mit Todesfolge, blieb aber bei seinen Geständnissen zu solchen Taten, bei denen die Opfer überlebt hatten und gab auch die Brandstiftungen zu. Sein früheres Geständnis gegenüber seiner Frau begründete er damit, dass er ihr zu der auf die Ergreifung des Mörders ausgesetzten Belohnung habe verhelfen wollen.
Nach der Gegenüberstellung mit weiteren Zeugen und der Auffindung von versteckten Gegenständen der ermordeten Mädchen und einiger Tatwaffen kehrte er im August 1930 zu einem umfangreichen Geständnis aller Taten zurück. Er offenbarte auch die Verstecke von vier weiteren Hämmern, die er Ende 1929 auf Vorrat gekauft hatte und lobte dabei die Eigenschaften dieser Tatwerkzeuge, durch die sich mittels eines einzigen Schlages auf die Schläfe die Bewusstlosigkeit der Opfer herbeiführen ließe.
Die Voruntersuchung erbrachte außerdem auch Gewissheit darüber, dass die eingegangenen Briefe mit Hinweisen auf die Grabstellen eindeutig von Kürten verfasst worden waren.
Eine der Aufgaben der Voruntersuchung war auch die Prüfung von Kürtens Geisteszustand, wozu er acht Wochen in die Provinzial-Heil- und Pflegeanstalt Bedburg-Hau eingewiesen und dort von Anstaltsdirektor Raether und anderen Ärzten untersucht wurde, die über 1.000 Seiten Untersuchungsberichte zu Protokoll gaben. Die Bedburger Anstaltsärzte sowie weitere zu Rate gezogene Gerichts- und Anstaltsärzte bescheinigten einhellig, dass es keine Symptome für das Vorhandensein einer Geisteskrankheit in irgendeiner Form gebe. Sie attestierten Kürten eine sadistische Neigung und eine volle Verantwortlichkeit für seine Taten.
Seinen Spitznamen „Vampir von Düsseldorf“ verdankte er seinem Bericht, dass er einem Schwanenküken, das er vor dem Düsseldorfer Parkhotel (heute Steigenberger-Gruppe) im Hofgarten durch einen Halsschnitt getötet hatte, das Blut aus der Wunde gesaugt habe. Es ist nach den verwahrten Gerichts- und Polizeiakten gesichert, dass er sich auf ähnliche Weise auch an zwei, möglicherweise drei menschlichen Opfern vergangen hat.
Der Schwurgerichtsprozess gegen Kürten begann am 13. April 1931 unter dem Vorsitzenden Landgerichtsdirektor Rose. Die Anklage gegen Kürten lautete auf neun Morde (Christine Klein, Marie Hahn, Rosa Ohlinger, Rudolf Scheer, Luise Lenze, Gertrud Hamacher, Ida Reuter, Elisabeth Dörrier und Gertrud Albermann) sowie sieben Überfälle (Apollonia Kühn, Anni Goldhausen, Olga Mantel, Heinrich Kornblum, Gertrud Schulte, Hubertine Meurer und Klara Wanders).
Als Verteidiger agierte der Rechtsanwalt Alex Wehner aus Düsseldorf. Die Vernehmung Kürtens fand unter Ausschluss der Öffentlichkeit statt, allerdings waren Pressevertreter zugelassen. Kürten wiederholte vor dem Gericht sein Geständnis. Sein Anwalt machte die schwere Jugend des Angeklagten geltend, räumte aber auch ein, dass sich Kürten mit seinen Taten sein Grab geschaufelt habe. In seinem Schlusswort versuchte Kürten, seinen Opfern eine Teilschuld zuzuschieben, da sie es ihm „sehr leicht gemacht“ hätten, bekannte aber auch, der Todesstrafe nicht entrinnen zu können und bat die Angehörigen der Opfer um Verzeihung.
Das Düsseldorfer Schwurgericht verurteilte ihn am 22. April 1931 wegen Mordes in neun Fällen neunmal zum Tode, außerdem zu 15 Jahren Zuchthaus für die sieben Mordversuche. Eine angebliche Tötung zweier Jungen am Mülheimer Rheinufer im Jahr 1893, zu der sich Kürten ebenfalls bekannt hatte, blieb bei dem Urteil mangels Aufdeckung und Strafmündigkeit unberücksichtigt.
Während Kürten die Voruntersuchung und den Prozess sichtlich genossen hatte, da es ein großes Interesse an seiner Person gab und man ihm während der Untersuchungshaft auch verschiedene Vergünstigungen gewährte und Sonderwünsche erfüllte, war er nach der Urteilsverkündung sichtlich unzufrieden. Er war normaler Strafgefangener, und niemand beachtete ihn mehr. Seinen Anwalt ließ er daraufhin ein Gnadengesuch einreichen.
Der spektakuläre Fall und das ergangene Urteil entzündeten in Presse und Öffentlichkeit eine lautstarke Diskussion, die bald weit über den Fall Kürten hinausging und generelle Fragen zur Todesstrafe zum Inhalt hatte.
Die preußische Regierung lehnte Kürtens Gnadengesuch am 30. Juni ab. Am 1. Juli wurde Kürten ins Kölner Gefängnis Klingelpütz in Altstadt-Nord überführt. Dort gab man ihm nachmittags die Ablehnung des Gnadengesuchs und die für den folgenden Morgen vorgesehene Hinrichtung bekannt. Kürten erbat geistlichen Beistand, worauf man ihm den Anstaltspfarrer zur Seite stellte und noch am Abend zusätzlich sein Beichtvater aus Düsseldorf in Köln eintraf. Er verbrachte die Nacht schlaflos in Gesellschaft der Geistlichen sowie seines Anwalts und schrieb Briefe an seine Frau, an überlebende Opfer seiner Taten sowie an Hinterbliebene. Um 5 Uhr morgens wohnte er noch einer für ihn gelesenen Messe bei, bevor er um 6 Uhr von dem Scharfrichter Carl Gröpler mit dem Fallbeil hingerichtet wurde.
Trotz aller Geheimhaltung hatte sich vor der Hinrichtung eine Gruppe Reporter vor dem Klingelpütz eingefunden. Ein Zutritt zur Hinrichtung blieb ihnen zwar verwehrt, aber ein Justizsprecher informierte sie über die getroffene Entscheidung. In der Presse fand die Hinrichtung Kürtens ein einhellig positives Echo.
Kürtens Leiche wurde einigen anwesenden Ärzten zur Untersuchung und zur Entnahme von Präparaten übergeben. Unter anderem untersuchten die Wissenschaftler auch das Gehirn nach abnormen Veränderungen. Die Leiche wurde ohne Kopf bestattet. Der mumifizierte Kopf gelangte nach dem Zweiten Weltkrieg in die Vereinigten Staaten und ist heute als Exponat im Museum Ripley’s Believe It or Not! in Wisconsin Dells, Wisconsin zu besichtigen.

## Künstlerische Verarbeitung

### Film und Theater
Der Film M von Fritz Lang basiert in Teilen auf dem Fall. Gordian Mauggs Fritz Lang – Der andere in uns von 2016 befasst sich mit den Hintergründen der Filmentstehung und behandelt dabei in längeren Passagen die Recherchearbeiten des Regisseurs, lässt auch Kürten (gespielt von Samuel Finzi) die Hintergründe seiner Taten ausführlich erklären.
1964 drehte Robert Hossein in Frankreich den Film Der Mann, der Peter Kürten hieß (Le Vampire de Düsseldorf) mit sich selbst in der Titelrolle.
Die Geschichte Peter Kürtens ist zudem das Thema des 1991 uraufgeführten Theaterstücks Normal – The Düsseldorf Ripper von Anthony Neilson. Es behandelt die Idee, dass in jedem Menschen ein Mörder schlummere.
In der Handlung des US-amerikanischen Spielfilms Copykill von 1995 werden ebenfalls Bezüge zum Fall Kürten hergestellt.
Schlachtfest oder Wie ich ein brauchbares Opfer werde, ein Theaterstück von Thomas Richhardt über Peter Kürten und seine Frau Auguste, wurde im Juli 2000 im Düsseldorfer Schauspielhaus uraufgeführt.
Im September 2008 wurde das Kammerspiel Wer ist der Mörder? von W. A. Wirringa beim Düsseldorfer Altstadtherbst uraufgeführt. Der Text wurde historischen Protokollen entnommen und dramaturgisch verdichtet.
Aus dem Jahr 2009 stammt der tschechisch-mazedonische Film Normal – The Düsseldorf Ripper, der ebenfalls auf der Geschichte Peter Kürtens und dem gleichnamigen Theaterstück basiert.
Der Fall wird auch in der Folge Blutsbande der RTL-Serie Die Cleveren benannt. In dieser Folge begeht ein Enkel Kürtens nach demselben Muster und in derselben Reihenfolge wie sein Großvater Morde und Körperverletzungen.
2013 produzierte das hochschulradio düsseldorf eine zehnteilige Hörspielreihe unter dem Namen Rheinblut: Der Vampir von Düsseldorf. Das Hörspiel wurde später als Krimi für die Bühne adaptiert und im April 2022 im Theater an der Luegallee in Düsseldorf unter dem Titel Rheinblut: Eine Stadt jagt einen Vampir uraufgeführt. Autor der Rheinblut-Adaption war Gordon McBane.

### Musik
Die Düsseldorfer Electro-Pop-Band Kraftwerk spielte 1976 auf Konzerten ein Instrumentalstück namens Vampire of Düsseldorf. Es enthielt Elemente ihrer Stücke Mitternacht von 1975 und Schaufensterpuppen von 1977.
Der US-amerikanische Songwriter Randy Newman, dessen erste Frau Roswitha aus Düsseldorf stammt, veröffentlichte 1977 auf seinem Album Little Criminals das Lied In Germany Before the War, dessen Text Bezug auf Peter Kürten nimmt und eine der Taten aus der Perspektive des Kindermörders schildert:

“A little girl has lost her way, with hair of gold and eyes of grey … We lie beneath the autumn sky, my little golden girl and I. And she lies very still.”

Die britische Power-Electronics-Band Whitehouse widmete Peter Kürten das 1981 erschienene Album Dedicated To Peter Kurten Sadist And Mass Slayer. Die amerikanische Metalband Macabre widmete dem Serienmörder ein Lied mit dem Titel The Vampire of Düsseldorf. Die kanadische Metalband Dahmer veröffentlichte 1997 auf einer Split mit der Band Denak den Song Peter Kürten.
1999 veröffentlichte die französische Black-Metal-Band Namtar auf ihrem Demo-Tape ein Lied mit dem Titel The Düsseldorf Vampire, welches sich mit diesem Thema beschäftigt.
Das im April 2010 veröffentlichte Album Set Sail to Mystery der Gothic-Metal-Band The Vision Bleak enthält das Lied I Dined with the Swans, welches sich auf Peter Kürtens Tat, Schwanenblut zu trinken, bezieht. Der Sänger der Depressive-Black-Metal-Band Shining, Niklas Kvarforth, sang für die 2-CD-Special-Edition eine alternative Version des Songs ein.
Die japanische Doom-Metal-Band Church of Misery bezieht sich auf ihrem 2013 erschienenen Album Thy Kingdom Scum zweimal auf Kürten. Zum einen besteht das Front-Cover aus einem bearbeiteten Polizeifoto Kürtens, zum anderen behandelt das über zwölfminütige, psychedelische Stück Dusseldorf Monster (Peter Kurten) dessen Taten.
2022 veröffentlichte die Dark-Metal-Band Eisregen die Single Wiedergänger, auf der sich ein Lied namens Vampir von Düsseldorf befand, das sich mit Kürtens Sicht bei den Taten beschäftigt.